# Ōmihachiman

Ōmihachiman (近江八幡市 Ōmihachiman-shi?) este un municipiu din Japonia, prefectura Shiga.